# Léon Diguet
Pour les articles homonymes, voir Diguet.
Léon Diguet est un biologiste-explorateur français né au Havre le 25 juillet 1859 et décédé à Paris le 31 août 1926. Il est inhumé au cimetière du Père-Lachaise.

## Biographie
Léon Diguet fait ses études supérieures au Muséum national d'histoire naturelle et y obtient le titre d'ingénieur biologiste. Il a suivi au Muséum les cours de d'anthropologie d'Armand de Quatrefages et a rencontré Alphonse Milne-Edwards et Ernest Hamy, personnes qui auront une grande influence sur sa carrière.
C'est en qualité d'ingénieur chimiste pour le compte de la Compagnie du Boléo, entreprise créée par la banque Mirabaud et Cie en 1885, qu'il effectuera son premier séjour au Mexique de 1889 à 1892, à Santa Rosalia (Basse-Californie du Sud). Son temps libre est consacré aux sciences naturelles et ses investigations portent sur la botanique, la géologie, la zoologie, l'archéologie, l'ethnologie, la géographie, l'hydrographie, ... il faut dire que la ville de Santa Rosalia à cette époque n'est qu'un îlot industriel perdu au milieu du désert où la vie est entièrement tournée vers l'exploitation du cuivre. Ajoutons que sur place la science et la recherche ont une place de choix puisque la Compagnie du Boléo a toujours su s'entourer de brillants ingénieurs français comme Édouard Cumenge, Édouard-Émile Saladin, Edmond Fuchs. Édouard Cumenge est d'ailleurs un correspondant du Muséum en 1895. Léon Diguet envoie régulièrement des échantillons et des spécimens au Muséum national d'histoire naturelle. Cela lui vaudra à son retour en France, avec l'appui de ses relations Alphonse Milne-Edouards et Ernest Hamy, un poste de chargé de missions auprès du Ministère de l'Instruction publique et du Muséum national d'histoire naturelle. Il effectuera six missions scientifiques au Mexique et deux en Amérique qui donneront lieu à de nombreuses publications.  En hommage à Alphonse Milne-Edwards, Léon Diguet donnera le nom de Lepus Edwardsi à une espèce de lièvre de l'île Espíritu Santo.
Léon Diguet reçoit en 1905 le prix Ducros-Aubert de la Société de géographie, en 1906 la médaille Geoffroy-Saint-Hilaire de la Société nationale d'acclimatation. Il est même nommé Chevalier de la Légion d'honneur en 1907 et sera la même année lauréat de l'Académie des inscriptions et belles-lettres.
Malgré tous ces honneurs et l'incroyable diversité de ses champs d'étude comme en témoigne sa bibliographie, Léon Diguet sera oublié de la recherche dès son décès. Une explication à cela : l'explorateur-naturaliste est amateur de tout et perçu par les scientifiques comme spécialiste de rien, laissant même à d'autres le soin d'analyser les échantillons et les données qu'il ramenaient. La 'réhabilitation' de Léon Diguet, amorcée timidement en 1952 se poursuit grâce aux travaux de Barbro Dahlgren de Jordan, Jean Meyer,, et porte sur l'ethnologie. Si l'on ajoute l'œuvre majeure de Léon Diguet, Les cactacées utiles du Mexique, il apparait que la botanique et l'ethnologie sont les deux domaines dans lesquels Léon Diguet fut un authentique spécialiste.

## Missions scientifiques
| Période   | Pays       | Objet de la mission |
| --------- | ---------- | --- |
| 1893-1894 | Mexique    | Exploration de la Basse Californie (Baja California), étude de pictographes et de sépultures indigènes                                  |
| 1895      | États-Unis | Examen de placers d'or à Baker City (Oregon)                                                                                            |
| 1896-1898 | Mexique    | Étude de la faune, de la flore, des indiens Huichols et Coras dans l'état de Jalisco, du territoire de Tepic et de la Sierra du Nayarit |
| 1899-1900 | Mexique    | Exploration des États de San Luis Potosi, Jalisco, Colima et les rives du golfe de Californie                                           |
| 1901-1904 | Mexique    | Exploration des états de Puebla et d'Oaxaca, de l'isthme de Tehuantepec, du sud de la Californie et des îles avoisinantes               |
| 1907-1908 | Mexique    | États du Michoacan et de Toluca |
| 1909      | Indéfini   | Étude de terrains propres à l'agriculture dans la vallée de l'Altor                                                                     |
| 1911-1913 | Mexique    | État de Jalisco et Basse-Californie |

## Héritage et dédicaces
Espèces animales et végétales portant le nom de l'explorateur-naturaliste. Certaines ont été collectées par Léon Diguet lui-même.  
| Espèce (synonyme)                                        | Genre   |
| -------------------------------------------------------- | ------- |
| Elacatinus digueti                                       | Poisson |
| Heteroconger digueti                                     | Poisson |
| Tillandsia diguetii                                      | Plante  |
| Lithothamnion diguetii                                   | Plante  |
| Battarreoides diguetii                                   | Plante  |
| Phormidium diguetii                                      | Plante  |
| Ferocactus diguetii (Echinocactus diguetii)              | Cactus  |
| Pereskiopsis diguetii (Opuntia diguetii)                 | Cactus  |
| Mamillopsis diguetii                                     | Cactus  |
| Mammillaria diguetii                                     | Cactus  |
| Cereus diguetii (wilcoxia diguetii, Neoevansia diguetii) | Cactus  |
| Echinocactus peninsulae                                  | Cactus  |

## Sources
- Rémy Saint-Loup, Étude sur un nouveau type de Léporidé : Lepus Edwardsi (nov. sp.), t. 1, Bulletin du muséum d'histoire naturelle, 1895 (lire en ligne), p. 4-6
- Paul Rivet, Léon Diguet, t. 19, Journal de la Société des Américanistes, 1927 (lire en ligne), p. 379-381
- Antoine Meillet et Marcel Cohen, Les langues du monde, CNRS/Champion, 1952, 2e éd.
- (es) Léon Diguet, Fotographias del Nayar y de California : 1893-1900, CEMCA INI, 1991 Recueil de photographies ethnographiques prises par Léon Diguet au Mexique entre 1893 et 1900, sous la direction de Jean Meyer
- Ramzy-René Hassan (dir. Eric Taloire, Brigitte Faugère-Kalfon), Léon Diguet, sa vie et son apport dans la recherche archéologique au Mexique, Paris, Université de Paris I Panthéon-Sorbonne (mémoire de maîtrise en archéologie), 1999
- (es) Léon Diguet, Por tierras occidentales entre sierras y barrancas, Centro de Estudios Mexicanos y Centroamericanos, 1992 Recueil d'articles de Léon Diguet, sous la direction de Jean Meyer et Jesús Jáuregui
- (es) Barbro Dahlgren Jordan, Los Coras de la Sierra de Nayarit, Instituto de Investigaciones Antropologicas, 1994
- Isabelle Dumielle, Messieurs Mirabaud et Cie : d'Aigues-Vives à Paris, via Genéve et Milan, Editions familiales, 2001